# Dadihu
Le dadihu (大低胡, dàdīhú, « grand huqin bas ») est un grand instrument à cordes frottées originaire de Chine. Il possède une grande caisse de résonance recouverte d'une peau de serpent à l'une de ses extrémités. Comme la plupart des instruments de la famille des huqins, il possède deux cordes et est tenu verticalement. Le nom de l'instrument provient de « dī », signifiant « faible » et « hú » (abréviation de huqin (instrument barbare)).

## Les types de dadihus
L'instrument se décline en trois versions de tailles différentes :
- Le dadihu traditionnel.
- le xiaodihu (小低胡) également appelé dahu ou cizhonghu, s'accorde dans une octave au-dessous des erhus (DA accordé, avec son D le plus bas dépassant le C le plus bas de l'alto). C'est l'instrument ténor de cette famille (le erhu étant le membre soprano et le zhonghu le membre alto).
- le zhongdihu (中低胡), placé une octave en dessous du zhonghu (GD est répertorié dans les cordes médianes du violoncelle). Il appartient aux  basses de la famille erhu.

## Classification
Le dadihu appartient à la famille des instruments huqin, avec les gaohu, Zhongdihu, erhu, banhu, jinghu et sihu. Cette famille d'instruments s'est développée dans les orchestres au cours des années 1930. Il est classé dans les basses de la famille erhu (le erhu étant le membre soprano et le zhonghu étant le membre alto) pour augmenter la gamme de hauteur des instruments utilisés dans un orchestre chinois et permettre la musique avec harmonie à jouer. Le dadihu (大低胡), se place dans une octave en dessous du xiaodihu et deux octaves sous le erhu (DA accordé, avec son D le plus bas un cran au-dessus du C le plus bas du violoncelle ). C'est la contrebasse de la famille erhu.
Cependant, à la fin du XXe siècle, cet instrument tomba en grande partie en désuétude, compte tenu du fait qu'il présentait des énormes difficultés, dans la manière d'y jouer. Par ailleurs, tout comme les autres instruments de la famille huqin, une contrainte supplémentaire s'ajoutait dans la manière de l'interpréter, le musicien devant passer l’arc entre les deux cordes de l’instrument. Les plus grands gehus à quatre cordes et le diyingehu (ou violoncelle ou contrebasse ) sont généralement utilisés dans les orchestres chinois pour les voix à cordes plus basses du registre. Cet instrument est destiné à augmenter la gamme de hauteur des instruments utilisés dans les orchestres chinois, sa présence contribue à enrichir l'interprétation des morceaux de musiques joués . 
Le zhonghu est analogue au erhu, mais il est légèrement plus grand et plus grave.